# Überhang (Fahrzeug)

Vordere (A) und hintere (B) Überhanglänge eines Pkw

Als Überhang bezeichnet man im Fahrzeugbau den Teil des Fahrzeugs, der vor der vordersten bzw. hinter der hintersten Achse liegt. Die beiden Überhänge werden vorderer bzw. hinterer Überhang genannt. 
Ebenso bezeichnet man auch die Überhanglänge (DIN 70020) häufig kurz als „Überhang“. Die Überhanglänge ist der längs zum Fahrzeug gemessene horizontalen Abstand zwischen der Mitte der vordersten oder hintersten Achse zum vordersten bzw. hintersten Punkt des Fahrzeugs.
Ein kurzer Überhang erhöht den Überhangswinkel des Fahrzeugs und damit seine Geländetauglichkeit, weswegen ihm bei Geländewagen und Nutzfahrzeugen besondere Bedeutung zukommt. Bei gleicher Fahrzeuglänge sorgt ein kürzerer Überhang zudem für einen längeren Radstand, verringert jedoch den Platz für Motor- und Gepäckraum.
Bei Lkw mit wechselbaren Aufbauten ist der Fahrzeugüberhang vom jeweiligen Aufbau abhängig; hier entspricht der (unveränderliche) Rahmenüberhang dem hinteren Überhang ohne Aufbau. Auch bei anderen Fahrzeugen können Anbauten (z. B. Anhängerkupplung, Heckträger, Seilwinden) den Fahrzeugüberhang verlängern. Hierbei ist auf die Einhaltung der gesetzlichen Vorschriften sowie der jeweiligen Spezifikationen der Hersteller zu achten. 
Bei Sattelzügen definiert die DIN 70020 zudem einen Überhangradius, auch Durchschwenkradius genannt. Dies ist der horizontale Abstand vom Königszapfen bis zum am weitesten von ihm entfernten Punkt des hinteren Überhangs der Zugmaschine (hinterer Überhangradius) bzw. des vorderen Überhangs des Aufliegers (vorderer Überhangradius).